# 麗水路 (上海)
麗水路是中華人民共和國上海市黃浦區一條南北走向道路，位於豫園西北側，南起福佑路，北至人民路，全長180米，始建於1860年，1958年更名為麗水路，路名來自於浙江丽水市。